# 투니스 (과자)
투니스(Toonies)는 오리온에서 만든 스낵 과자류이며, 2004년 12월에 출시되었다.
1988년에 오리온이 펩시코와 제휴하면서 치토스를 생산하게 되었으나, 양사간의 로열티 분쟁을 겪게되자 2004년 11월에 제휴 계약 종료와 함께 단종되었다. 그 해 12월에 현재의 상품명으로 재출시하였으나, 2011년부터 단종되었다.

그로부터 11년 이후인 2022년 12월 경, 오리온에서 재출시 하였다. 종류는 이전의 바베큐 맛, 매콤한 맛이 아닌 현재 베트남에서 판매중인 치즈맛(치즈 크런치)과 같은 맛으로 출시하였다.

## 종류
- 매콤한 맛 (단종)
- 바베큐 맛 (단종)
- 치즈 크런치

## 자매품
- 리틀쿵

## 같이 보기
- 치토스
- 오리온 (기업)